# Ouija (film, 2014)
Az Ouija 2014-es amerikai természetfeletti horrorfilm, melyet Stiles White rendezett a saját rendezői debütálásával, valamint White és Juliet Snowden írta. A főszereplők Olivia Cooke, Ana Coto, Daren Kagasoff, Douglas Smith és Bianca A. Santos.
Az Amerikai Egyesült Államokban 2014. október 24-én mutatta be az Universal Pictures.
A film többnyire negatív értékeléseket kapott a kritikusoktól. A Metacritic oldalán a film értékelése 38% a 100-ból, ami 22 véleményen alapul. A Rotten Tomatoeson az Ouija 7%-os minősítést kapott, 72 értékelés alapján. Annak ellenére, hogy negatív véleményeket kapott a film, bevételi szempontból viszont sikeresen teljesített, ugyanis a bruttósított bevétele több mint 99 millió dollár lett, ami az 5 millió dolláros költségvetésével szemben igen jól teljesített. A film forgatását 2013. december közepén kezdték el Los Angelesben. A filmnek készült egy folytatása is, melynek címe: Ouija: A gonosz eredete.

## Cselekménye
|  | Alább a cselekmény részletei következnek! |

Két fiatal lány, Laine Morris (Afra Sophia Tully) és Debbie Galardi (Claire Beale) egy Ouija nevű boszorkánytáblával játszanak Laine szobájában. A játékot hamar félbeszakítja Laine húga, Sarah.
Napjainkban, a felnőtt Debbie (Shelley Hennig) egyedül játssza a táblajátékot, és annyira ideges lesz attól amit tapasztal, hogy megpróbálja elégetni, miközben Laine (Olivia Cooke) felhívja őt telefonon. E tekintetben Laine átjön hozzá, de Debbie nem szeretné ha bejönne a lakásba, ezért finoman fogalmazva elküldi. Ahogy Debbie megy fel az emeletre, meglátja az ágyán a makulátlan állapotban a táblajátékot. Ahogy a játékhoz tartozó nagyítóval körbeszemlél a szobájában, a szeme hirtelen fehérre változik, amelynek hatására öngyilkosságot követ el; felakasztja magát.
A következő napon, Laine találkozik a barátjával, Trevorral (Daren Kagasoff) egy étteremben, ahol egy másik barátjukkal, Isabellel (Bianca A. Santos) is összefutnak. Laine kap egy SMS-t Debbie haláláról, majd hazamegy. A temetés után, Laine megtalálja Debbie táblajátékát (Ouija) és úgy dönt, hogy összegyűjti a barátait; Saraht, Trevort, Isabellet és Debbie barátját, Petet (Douglas Smith), hogy az emlékére szeánszot tartsanak. Hamar kapcsolatba kerülnek valakivel, bizonyítottan egy "D" névre hallgató személyt idéznek elő, akire Laine azt hiszi, hogy Debbie. A csoport túlságosan retteg a játék folytatásához.
Pár nappal később, ismét mindannyian felkészülnek a játék folytatására, miután mind az öten különböző helyszíneken egy üzenetet találtak; "Szia barát". Tovább folytatják a táblajátékot, melynek során a csapat felfedezi, hogy a szellem nem Debbie volt. Laine a nagyítóval körbetekint és lát egy fiatal lányt bevarrt szájjal, aki figyelmezteti őket, hogy fussanak, mert közeledik az anyja feléjük. A csapat visszatér saját otthonaikba, de egy rosszindulatú szellem megöli Isabellet. Pete és Laine kivizsgálja Debbie házában bekövetkezett eseményeket. Megtudják, hogy még régen a házban kettős gyilkosság történt: Egy fiatal lány megölte az édesanyját, aki azt állította, hogy a húga halála miatt tette ezt. Pete és Laine ellátogat Paulina Zanderhez (Lin Shaye) az elmegyógyintézetbe, ahol ő még mindig bezárva él. Paulina elmondja, hogy az anyjuk megölte a húgát, Dorist (Sierra Heuermann) és összevarrta a száját, mert azt hitte, hogy a szellemek rajta keresztül próbálnak kommunikálni.
Trevor és Laine hazamennek, majd felszabadítják Doris és Mrs. Zender szellemeit. Dorisnak sikerül legyőznie az anyját, ám ezután a csapat úgy véli, hogy minden megoldódott, de később Doris végez Petevel. Laine ismét szembesül Paulinával és megtudja a valójában történteket; Doris és Paulina megszállottak voltak, akik ellen Mrs. Zender próbált védekezni. Laine nagymamája elmagyarázza neki, hogy az egyetlen módja az egész véghezvitelének az, hogy ha elégeti Doris holttestét az Ouija táblajátékkal együtt. Közbe a szellem miatt Trevor a vízbe fullad, miközben Sarah keresi Doris holttestét. Doris megtámadja Saraht és Lainet, de Debbie szelleme időben közbeavatkozik. A lányoknak sikerül együttesen elégetniük Doris testét az Ouijával együtt, melynek hatására végül Doris hamuvá lesz. A nővérek hazamennek, ahol Laine szobájának asztalán már ott hever a "nagyító".
|  | Itt a vége a cselekmény részletezésének! |

## Szereplők
| Színész           | Szereplő        | Magyar hang     |
| ----------------- | --------------- | --------------- |
| Olivia Cooke      | Laine Morris    | Czető Zsanett   |
| Ana Coto          | Sarah Morris    | Tamási Nikolett |
| Shelley Hennig    | Debbie Galardi  | Lamboni Anna    |
| Izzie Galanti     | Sarah fiatalon  | Koller Virág    |
| Claire Beale      | Debbie fiatalon | Hermann Lilla   |
| Afra Sophia Tully | Laine fiatalon  | Károlyi Lili    |
| Bianca A. Santos  | Isabelle        | Berkes Boglárka |
| Daren Kagasoff    | Trevor          | Berkes Bence    |
| Douglas Smith     | Pete            | Borbíró András  |
| Lin Shaye         | Paulina Zander  | Bessenyei Emma  |
| Sierra Heuermann  | Doris Zander    | (nem beszél)    |